# Freccia del Brabante 1976
La Freccia del Brabante 1976, sedicesima edizione della corsa, si svolse il 21 marzo su un percorso di 160 km, con partenza a Sint-Genesius-Rode e arrivo ad Alsemberg. Fu vinta dal belga Freddy Maertens della squadra Flandria-Velda-W-VL Vleesbedrijf davanti ai connazionali Eddy Merckx e Frans Verbeeck.

## Ordine d'arrivo (Top 10)
| Pos. | Corridore       | Squadra                          | Tempo    |
| ---- | --------------- | -------------------------------- | -------- |
| 1    | Freddy Maertens | Flandria-Velda-W-VL Vleesbedrijf | 4h12'00" |
| 2    | Eddy Merckx     | Molteni-Campagnolo               | a 5"     |
| 3    | Frans Verbeeck  | Ijsboerke-Colnago                | a 18"    |
| 4    | Jan Raas        | Ti-Raleigh-Campagnolo            | s.t.     |
| 5    | Willy Teirlinck | Gitane-Campagnolo                | s.t.     |
| 6    | Bert Pronk      | Ti-Raleigh-Campagnolo            | s.t.     |
| 7    | Eddy Cael       | Flandria-Velda-W-VL Vleesbedrijf | s.t.     |
| 8    | Roger Swerts    | Molteni-Campagnolo               | s.t.     |
| 9    | Léon Thomas     | Lejeune-BP                       | s.t.     |
| 10   | Jos Jacobs      | Ijsboerke-Colnago                | s.t.     |